# ウィリアム・ハットン (第2代ハットン子爵)
第2代ハットン子爵ウィリアム・セトン・ハットン（英語: William Seton Hatton, 2nd Viscount Hatton、1690年2月7日洗礼 – 1760年9月8日）は、イングランド貴族。

## 生涯
初代ハットン子爵クリストファー・ハットンと3人目の妻エリザベス・ハズルウッド（Elizabeth Haslewood、1733年1月没、サー・ウィリアム・ハズルウッドの娘）の息子として生まれ、1690年2月7日にダンスタブルで洗礼を受けた。1705年7月2日にオックスフォード大学クライスト・チャーチに入学、1708年11月2日にM.A.の学位を修得した。その後、1710年にイタリアを旅した。
1706年9月に父が死去すると、ハットン子爵の爵位を継承した。同時にロンドンとノーサンプトンシャーでの財産も継承した。卒業時点では未成年であり、1708年に大学を卒業した時点でもまだ未成年であったが、同年に作成されたトーリー党所属貴族のリストには名を連ねた。1710年3月のヘンリー・サシェヴェレルの裁判も逃すこととなり、1711年11月27日にようやく貴族院に初登院した。
貴族院では1711年12月に第4代ハミルトン公爵ジェイムズ・ハミルトンの貴族院議席への権利をめぐって、1707年の合同時点でのスコットランド貴族がグレートブリテン貴族としての権利を行使して貴族院議員に就任することに反対した。1711年12月からの会期で75%、1713年の会期で55%の出席率を記録したが、1714年には16%と大幅に下降し、アン女王の死後には1718年7月まで登院しなかった。しかし以降は貴族院会議への出席を回復し、1747年12月まで出席の記録があったという。
1760年9月8日に生涯未婚のままロンドンの邸宅で死去、弟ヘンリー・チャールズが爵位を継承した。